# Aeropedelloides zadoensis
Aeropedelloides zadoensis är en insektsart som beskrevs av Yin, X.-c. 1984. Aeropedelloides zadoensis ingår i släktet Aeropedelloides och familjen gräshoppor. Inga underarter finns listade i Catalogue of Life.